# موقع كولنيكت
مجتمع نادي كولنيكت لهواة جمع المقتنيات والطوابع هو موقع إلكتروني عالمي يحتوي على فهارس مقتنيات شبيهة بفهارس ويكي. وهو يسمح لهواة جمع المقتنيات من عملات وطوابع وغيرها بإدارة مجموعاتهم الشخصية باستخدام هذه الفهارس ومطابقة قوائم المبادلة أو قوائم الرغبات الخاصة بهم تلقائياً مع قوائم هواة جمع الطوابع والمقتنيات الآخرين. يوفر الموقع سوقاً مخصصاً لبيع وشراء المقتنيات. إن دليل كولنيكت أو فهرس كولنيكت لبطاقات الهاتف يعتبر هو الأكبر في العالم.

واجهة موقع كولنيكت لهواة جمع المقتنيات من الطوابع والعملات وبطاقات الهاتف

## التاريخ
تأسست كولنيكت في عام 2002 كقاعدة بيانات لبطاقات الهاتف في الجزر بهدف إنشاء فهرس شامل لجميع بطاقات الهاتف. ومنذ خريف عام 2008، بدء دعم جمع الطوابع والعملات المعدنية بالإضافة إلى بطاقات الهاتف. في غضون ذلك، جمع الفهرس 43 نوعاً مختلفاً من المقتنيات من ضمنها الطوابع والعملات.

## الميزات
يتم إنشاء فهارس المقتنيات على موقع كولنيكت بواسطة جامعي المقتنيات الذين يستعملون الموقع. تضاف العناصر الجديدة من قبل المساهمين ويتحقق منها من قبل المحررين المتطوعين. على الرغم من أنه يمكن لأي جامع أن يضيف تعليقاته على عنصر الفهرس، إلا أن التغييرات الفعلية تحصل فقط من قبل المحررين الموثوق بهم في الموقع. يمكن لجميع المستخدمين الاطلاع على معلومات الكتالوج (تواريخ الإصدار، النسخ المطبوعة، الصور، إلخ). يمكن للمستخدمين المسجلين بالإضافة إلى ذلك إدارة مجموعتهم الشخصية من خلال وضع علامة على كل عنصر على أنه ينتمي إلى مجموعتهم أو قائمة المبادلة أو قائمة الرغبات أثناء تصفح الكتالوجات. يمكن لهؤلاء المستخدمين تلقائيًا مطابقة قائمة المبادلة الخاصة بهم مع قائمة رغبات مستخدم آخر والعكس صحيح. يمكن للمستخدمين شراء عضوية خاصة مع ميزات إضافية. وقد يحصل عليها المساهمون مجاناً. يمكن للأعضاء المميزين تنزيل أي قائمة تحتوي على مقتنيات وفتحها كجدول بيانات.
يوفر فهرس كولنيكت سوقًا منوعة للمقتنيات. وهو متاح للجمهور منذ 27 ديسمبر 2017. ترتبط المبيعات في السوق بالفهارس المركزية. يمكن للبائعين نشر العناصر المعروضة للبيع مباشرة من الفهرس ويمكن للمشترين عرض معلومات حول المقتنيات على صفحة العنصر المعروض.

## الاحصائيات
يذكر الموقع أنه يخدم جامعي التحف والمقتنيات من حوالي 113 دولة. ويساعد المئات منهم الموقع بشكل تطوعي، بما في ذلك المترجمون الذين يترجمون فهرس كولنيكت إلى 62 لغة.
واعتبارًا من عام 2018، يسرد موقع فهرس كولنيكت حوالي 435 تذكرة نقل صينية، والتي تصدرها 147 شركة صينية مختلفة.

## المسابقات والجوائز
في 25 أبريل 2009، تم الإعلان عن فوز فهرس كولنيكت في مسابقة الشركات الناشئة الأوروبية 2.0، من بين حوالي 200 شركة متنافسة و11 شركة وصلت إلى المرحلة النهائية.
في 31 ديسمبر 2009، احتل موقع فهرس كولنيكت المركز الثاني في مسابقة الشركات الناشئة في مسابقة جوائز TechAviv Peer Awards للشركات الناشئة. وخسرت أمام شركة 5min بفارق صوت واحد.

## وصلات خارجية
- الموقع الرسمي باللغة الإنجليزية.
- مدونة كولنيكت.